# 여의도 파크센터
여의도 파크센터(영어: Yeouido Park Center)는 대한민국 서울특별시 영등포구 여의도동에 완공된 마천루이다..
메리어트(Marriott) 이그제큐티브 아파트먼트(여의대로 8)가 있으며, 여의도공원 자연생태의 숲이 어울린 최상급 호텔이며, 가족형 호텔과 레지던스를 합친 형태의 운영 방식을 지니고 있다. 호텔양식은 아파트 느낌을 지니며, 일반 객실 운영이 장기 투숙을 위한 거주형태를 취한다.
런던, 요하네스버그, 두바이, 베이징, 쿠웨이트(쿠웨이트시티), 인도 하이데라바드, 방콕 스움윗 101 등 16개국에만 존재하는 장기투숙용 고급 호텔이다.

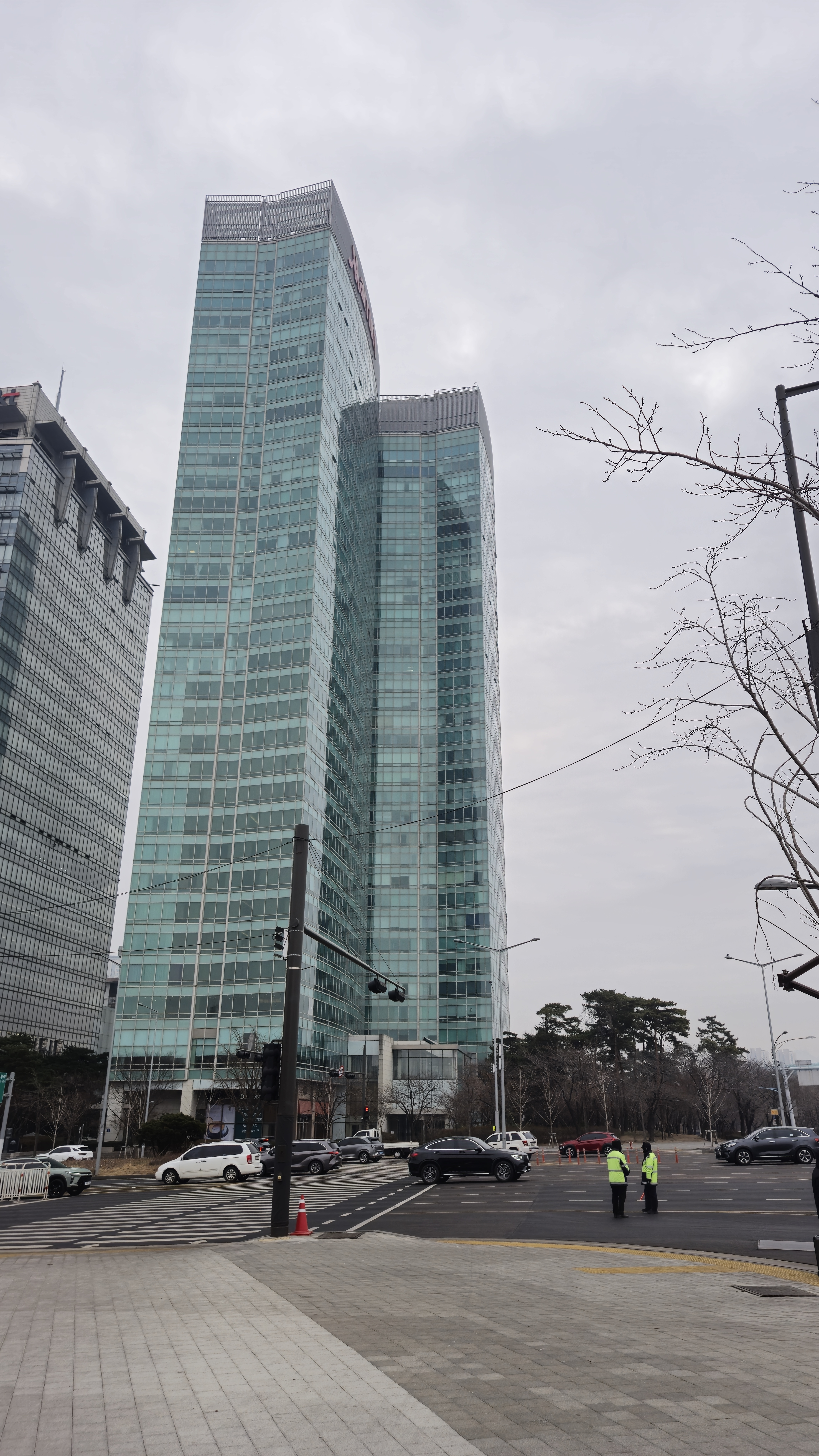
여의대로 8, 서울 여의도 메리어트 이그제큐티브 아파트먼트

## 같이 보기
- 대한민국의 호텔 목록